# Nati nel 1497
| Questa pagina contiene informazioni ricavate automaticamente dalle voci biografiche con l'ausilio del template Bio e di un bot. L'aggiornamento è periodico e automatico e ricostruisce completamente la pagina. Se manca una persona in questa lista, sei pregato di non aggiungerla, ma accertati piuttosto che la sua voce biografica contenga il template Bio e che i dati anagrafici siano correttamente compilati. Se il template Bio manca, inseriscilo tu stesso o, in alternativa, metti l'avviso {{tmp\|Bio}} che ne segnala la mancanza. Se i dati riportati sono sbagliati, correggi direttamente la voce biografica; le modifiche saranno visibili in questa lista entro pochi giorni. Per chiarimenti vedi il progetto biografie. La lista contiene solo le 44 persone che sono citate nell'enciclopedia e per le quali è stato implementato correttamente il template Bio. Pagina aggiornata al 18 giu 2025. |

- 26 gennaio - Go-Nara, imperatore giapponese († 1557)
- 16 febbraio - Filippo Melantone, umanista, teologo e astrologo tedesco († 1560)
- 8 marzo - Giovanni Paolo I Sforza, condottiero italiano († 1535)
- 20 marzo - Atahualpa, imperatore inca († 1533)
- 16 aprile - Mōri Motonari, militare giapponese († 1571)
- 17 aprile - Pedro de Valdivia, generale spagnolo († 1553)
- 13 maggio - Guigues Guiffrey, militare francese († 1545)
- 17 maggio - Niccolò Tribolo, architetto e scultore italiano († 1550)
- 15 giugno - Ernesto I di Brunswick-Lüneburg, nobile tedesco († 1546)
- 18 agosto - Francesco da Milano, compositore italiano († 1543)
- 10 settembre - Shimazu Tadataka, militare giapponese († 1519)
- 24 ottobre - Benedetto Accolti il Giovane, cardinale e arcivescovo cattolico italiano († 1549)
- 1º novembre - Giovanni Ricci, cardinale italiano († 1574)
- 19 dicembre - Lelio Capilupi, poeta e scrittore italiano († 1560)
- Alberto Accarisio, filologo italiano († 1544)
- Akechi Mitsutsuna, militare giapponese († 1535)
- Amago Okihisa, militare giapponese († 1534)
- Francesco Berni, scrittore, poeta e drammaturgo italiano († 1535)
- Francesco Bernardino Caldogno, medico, letterato e scacchista italiano
- Bartolomeo Camerario, giurista italiano († 1564)
- Giovanni Cappello, ambasciatore e armatore italiano († 1559)
- George Cavendish, scrittore britannico († 1562)
- Adolf Clarenbach, religioso tedesco († 1529)
- Lodovico Euffreducci, nobile italiano († 1520)
- Jean Fernel, medico e astronomo francese († 1558)
- Francesco del Tadda, scultore italiano († 1585)
- Elizabeth Grey, nobile inglese
- Hara Toratane, militare giapponese († 1564)
- John Heywood, poeta, drammaturgo e aforista inglese († 1580)
- Dionisio Laurerio, cardinale e vescovo cattolico italiano († 1542)
- Ricciarda Malaspina, sovrana italiana († 1553)
- Pedro Mexía, scrittore spagnolo († 1551)
- Jacopo Antonio Morigia, presbitero e religioso italiano († 1547)
- Giovanni Maria Olgiati, ingegnere italiano († 1557)
- Mattio Rampollini, compositore italiano († 1553)
- Gonzalo de Sandoval, esploratore spagnolo († 1528)
- Pero Lopes de Sousa, militare portoghese († 1539)
- Simone Spinola, doge († 1569)
- Agostino Steuco, filologo, antiquario e filosofo italiano († 1548)
- Margareta Eriksdotter Vasa, nobildonna svedese († 1536)
- Girolamo Verallo, cardinale e arcivescovo cattolico italiano († 1555)
- Battistina Vernazza, religiosa e scrittrice italiana († 1587)
- Nicholas Wotton, ambasciatore inglese († 1567)
- Katharina Zell, scrittrice belga († 1562)